# Eduardo Ferreira Abdo Pacheco
Eduardo Ferreira Abdo Pacheco, noto semplicemente come Eduardo (Ribeirão Preto, 22 marzo 1987), è un ex calciatore brasiliano, di ruolo attaccante.